# Charlton Castle
Charlton Castle ist die Ruine eines befestigten Herrenhauses zwischen Shrewsbury und Telford in der englischen Grafschaft Shropshire.

## Geschichte
Sir John Charlton erhielt im Jahre 1316 von König Eduard II. die Erlaubnis, sein Herrenhaus zu befestigen (engl. Licence to Crenellate). Dieses befestigte Haus wurde dann Charlton Castle genannt und diente offensichtlich Anfang des 16. Jahrhunderts immer noch als Residenz für die Lords of Powys.
1588 kaufte es Francis Newport, 1. Earl of Bradford, aber dann verfiel es.